# 錫達韋爾 (堪薩斯州)
錫達韋爾（Cedar Vale）為美国堪薩斯州學托擴縣轄下的城市。根據2010年美國人口普查，此城市人口有579人。

## 歷史
錫達韋爾設立於1870年。

## 地理
錫達韋爾坐落於北緯37度6分18秒、西經96度30分3秒（亦可表示為37.104892, -96.500844）處。根據美国人口调查局的資料，此城市總面積為1.97平方（0.76平方英里），全境皆為陸地。

### 氣候
夏季溼熱、冬季不甚乾冷為此地區的氣候特徵。根據柯本气候分类法，錫達韋爾的氣候屬於副热带湿润气候（氣候圖簡寫「Cfa」）。

## 人口統計
| 调查年                | 人口  | 备注   | %±     |
| --------------------- | ----- | ------ | ------ |
| 1880                  | 218   |        | —      |
| 1890                  | 640   |        | 193.6% |
| 1900                  | 932   |        | 45.6%  |
| 1910                  | 948   |        | 1.7%   |
| 1920                  | 1,044 |        | 10.1%  |
| 1930                  | 1,000 |        | −4.2%  |
| 1940                  | 952   |        | −4.8%  |
| 1950                  | 1,010 |        | 6.1%   |
| 1960                  | 859   |        | −15.0% |
| 1970                  | 665   |        | −22.6% |
| 1980                  | 848   |        | 27.5%  |
| 1990                  | 760   |        | −10.4% |
| 2000                  | 723   |        | −4.9%  |
| 2010                  | 579   |        | −19.9% |
| 2014年估计            | 546   | [ 10 ] | −5.7%  |
| U.S. Decennial Census |       |        |        |

### 2010年普查
據2010年的人口普查，此城市人口有579人，戶數251戶，144個家庭。人口密度為294.1人/每平方公里（761.8人/每平方英里）。此城市有342棟住宅，平均每平方公里有173.7棟住宅。此城市居民之種族中，白人佔91.5%，非裔美國人佔0.3%，美洲原住民佔3.5%，亞裔美國人佔0.2%，混血種族則佔4.5%。而西班牙裔或拉丁裔美國人佔此城市人口的1.9%。
此城市之戶籍數計有251戶。其中擁有18歲以下孩童的住戶佔30.7%；已婚夫婦且同居的住戶佔41.8%，住戶為未婚女性者佔10.8%；住戶為未婚男性者佔4.8%；住戶並非一個家庭的佔42.6%。獨居住戶佔全戶之37.8%，其中住戶為65歲或以上之獨居老人佔19.2%。每戶住戶平均成員人數為2.27人，每個家庭平均成員人數則是2.98人。
此城市居民之年齡中位數為43.9歲。以年齡層分類，年齡低於18歲者佔25.4%；年齡介在18歲至24歲之間者佔7.3%；年齡介在25歲至44歲之間者佔18.1%；年齡介在45歲至64歲之間者佔27.2%；年齡高於65歲者佔22.1%。男性佔全市人口之50.3%，女性則佔全市人口之49.7%。

### 2000年普查
據2000年人口普查，此城市人口有723人，戶數285戶，184個家庭。人口密度為293.8人/每平方公里（758.8人/每平方英里）。此城市有344棟住宅，平均每平方公里有139.8棟住宅。此城市居民之種族中，白人佔92.67%，非裔美國人佔0.41%，美洲原住民佔4.15%，其他種族佔1.11%，混血種族則佔1.66%。而西班牙裔或拉丁裔美國人佔此城市人口的2.07%。
此城市之戶籍數計有285戶，其中擁有18歲以下孩童的住戶佔29.5%；已婚夫婦且同居的住戶佔51.9%，住戶為未婚女性者佔8.4%；住戶並非一個家庭的佔35.1%。獨居住戶佔全戶之33.3%，其中住戶為65歲或以上之獨居老人佔22.5%。每戶住戶平均成員人數為2.29人，每個家庭平均成員人數則是2.91人。
以年齡層分類，年齡低於18歲者佔24.6%；年齡介在18歲至24歲之間者佔4.6%；年齡介在25歲至44歲之間者佔18.3%；年齡介在45歲至64歲之間者佔23.5%；年齡高於65歲者佔29.0%。此城市居民之年齡中位數為47歲。性別比方面，每100名女性所對應的男性數為92.8名，如只計算18歲或以上的居民，則是每100名女性所對應的男性數為84.7名。
此城市每戶平均收入為27,031美元，每個家庭平均收入為33,889美元。男性平均收入24,167美元；女性平均收入19,688美元。此城市人均收入為14,410美元。此城市約有11.1%的家庭以及14.7%的居民低於貧窮門檻，其中18歲以下者占19.2%，65歲以上者佔14.5%。

## 外部連結
城市
- 錫達韋爾市 （页面存档备份，存于）
- 錫達韋爾—公職人員名錄

學校
- USD 285 （页面存档备份，存于），所在學區

地圖
- 錫達韋爾市地圖 （页面存档备份，存于），堪薩斯州運輸部